# Чемпіонат світу з хокею з шайбою серед юніорських команд (жінки) 2013
Чемпіонат світу з хокею з шайбою серед юніорських команд (жінки) 2013 — 6-й розіграш чемпіонату світу з хокею серед юніорок. Чемпіонат проходив у фінських містах Гейнола та Вієрумякі, з 29 грудня 2012 по 5 січня 2013 року. 

## Топ-дивізіон

### Команди
- Канада
- Чехія
- Фінляндія
- Німеччина
- Угорщина
- Росія
- Швеція
- США

## Попередній етап
Група А
| М. | Збірна    | І | В | ВО | ПО | П | Ш    | О | Канада | Фінляндія | Угорщина | Німеччина |
| -- | --------- | - | - | -- | -- | - | ---- | - | ------ | --------- | -------- | --------- |
| 1. | Канада    | 3 | 3 | 0  | 0  | 0 | 15:1 | 9 |        | 4:0       | 4:1      | 7:0       |
| 2. | Фінляндія | 3 | 2 | 0  | 0  | 1 | 7:6  | 6 | 0:4    |           | 4:0      | 3:2       |
| 3. | Угорщина  | 3 | 1 | 0  | 0  | 2 | 3:9  | 3 | 1:4    | 0:4       |          | 2:1 ОТ    |
| 4. | Німеччина | 3 | 0 | 0  | 0  | 3 | 3:12 | 0 | 0:7    | 2:3       | 1:2 ОТ   |           |

Група В
| М. | Збірна | І | В | ВО | ПО | П | Ш    | О | США  | Швеція | Чехія | Росія  |
| -- | ------ | - | - | -- | -- | - | ---- | - | ---- | ------ | ----- | ------ |
| 1. | США    | 3 | 3 | 0  | 0  | 0 | 25:0 | 9 |      | 8:0    | 10:0  | 7:0    |
| 2. | Швеція | 3 | 1 | 0  | 1  | 1 | 7:15 | 4 | 0:8  |        | 3:2   | 4:5 ОТ |
| 3. | Чехія  | 3 | 1 | 0  | 0  | 2 | 7:17 | 3 | 0:10 | 2:3    |       | 5:4    |
| 4. | Росія  | 3 | 0 | 1  | 0  | 2 | 9:16 | 2 | 0:7  | 5:4 ОТ | 4:5   |        |

## Втішний раунд
- Росія —  Німеччина 5:3, 4:3 ОТ

## Плей-оф

### Чвертьфінали
- Фінляндія —  Чехія 3:5
- Швеція —  Угорщина 4:0

### Півфінали
- Канада —  Швеція 7:2
- США —  Чехія 10:0

### Матч за 5 місце
- Фінляндія —  Угорщина 3:1

### Матч за 3 місце
- Швеція —  Чехія 4:0

### Фінал
- США —  Канада 1:2 ОТ

## Найкращі гравці чемпіонату світу
Найкращими гравцями були обрані (Директорат турніру):
Воротар  Мінацу Мурасе
Захисник  Галлі Кшізаняк
Нападник  Кетрін Скіппер
Джерело: ІІХФ [Архівовано 19 лютого 2014 у Wayback Machine.]

## Дивізіон І
Кваліфікація
Турнір проходив у місті Дамфріс (Велика Британія), з 27 жовтня по 1 листопада 2012 року.
| Збірна          | І | В | ВО | ПО | П | Ш     | О  |
| --------------- | - | - | -- | -- | - | ----- | -- |
| Франція         | 5 | 4 | 0  | 0  | 1 | 14:5  | 12 |
| Словаччина      | 5 | 4 | 0  | 0  | 1 | 27:11 | 12 |
| Велика Британія | 5 | 3 | 0  | 0  | 2 | 21:9  | 9  |
| Італія          | 5 | 2 | 1  | 0  | 2 | 10:9  | 8  |
| Китай           | 5 | 1 | 0  | 1  | 3 | 13:20 | 4  |
| Казахстан       | 5 | 0 | 0  | 0  | 5 | 3:34  | 0  |

Фінал.
Турнір проходив у місті Романсгорн (Швейцарія), з 2 по 8 січня 2013 року.
| Збірна     | І | В | ВО | ПО | П | Ш     | О  | Японія | Швейцарія | Франція | Норвегія | Словаччина | Австрія |
| ---------- | - | - | -- | -- | - | ----- | -- | ------ | --------- | ------- | -------- | ---------- | ------- |
| Японія     | 5 | 4 | 1  | 0  | 0 | 18:7  | 14 |        | 3-2 Б     | 4-0     | 3-2      | 2-1        | 6-2     |
| Швейцарія  | 5 | 3 | 0  | 1  | 1 | 17:6  | 10 | 2-3 Б  |           | 3-0     | 1-2      | 2-1        | 9-0     |
| Франція    | 5 | 3 | 0  | 0  | 2 | 11:11 | 9  | 0-4    | 0-3       |         | 3-0      | 3-2        | 5-2     |
| Норвегія   | 5 | 3 | 0  | 0  | 2 | 10:10 | 9  | 2-3    | 2-1       | 0-3     |          | 2-1        | 4-2     |
| Словаччина | 5 | 1 | 0  | 0  | 4 | 8:12  | 3  | 1-2    | 1-2       | 2-3     | 1-2      |            | 3-1     |
| Австрія    | 5 | 0 | 0  | 0  | 5 | 7:25  | 0  | 2-6    | 0-9       | 2-5     | 2-4      | 1-3        |         |